# Јорданов
Јорданов (пољ. Jordanów) је град у Пољској у Војводству Малопољском у Повјату сушком. Према попису становништва из 2011. у граду је живело 5.299 становника.

## Становништво
Према прелиминарним подацима са пописа, у граду је 2011. живело 5.299 становника.
| 2002. | 2011. | 2012. |
| ----- | ----- | ----- |
| 5.041 | 5.299 | 5.389 |

## Партнерски градови
- Askersund Municipality